# ورمزیار علیا
ورمزیار علیا، روستایی از توابع بخش قره‌پشتلو شهرستان زنجان در استان زنجان ایران است.

## جمعیت
این روستا در دهستان قره‌پشتلو پایین قرار دارد و براساس سرشماری مرکز آمار ایران در سال ۱۳۸۵، جمعیت آن ۲۶۳ نفر (۴۹خانوار) بوده‌است.